# Port lotniczy Basankusu
Port lotniczy Basankusu (IATA: BSU, ICAO: FZEN) – port lotniczy położony w Basankusu, w Prowincji Równikowej, w Demokratycznej Republice Konga.